# Pallavi Fauzdar
Pallavi Fauzdar (née le 20 décembre 1979) est une femme indienne connue pour ses courses de moto en haute altitude et son travail social. Ses exploits sont reconnus par un certain nombre de premières dans le Limca Book of Records (en). En mars 2017, elle reçoit la plus haute récompense pour les femmes en Inde, le prix Nari Shakti Puraskar (en français : Prix du pouvoir des femmes), des mains du président indien de l'époque, Pranab Mukherjee.

## Enfance et parcours
Pallavi Fauzdar est née à Agra en Inde. Son père est Ashok Fauzdar, un ingénieur électrique à la retraite. Elle commence à s'intéresser aux motos à l'âge de 14 ans, en conduisant celle de son père. Elle se marie en 2004, a 2 enfants et vit à New Delhi.

## Carrière
Pallavi Fauzdar commence sa carrière de pilote de moto en rejoignant un groupe à New Delhi. Son premier exploit notable remonte à 2015, une randonnée en solitaire jusqu'au col de Mana à une altitude de 5 638 m, alors le plus haut col motorisable du monde. Son exploit est reconnu par le Limca Book of Records,
,.
Cette année-là, elle établit un autre record en franchissant huit cols de plus de 5 000 m en un seul voyage. Pallavi continue ensuite à parcourir les montagnes en franchissant de nouveaux cols et en empruntant des routes isolées. Elle a également fait du travail social en faisant des randonnées de sensibilisation dans différentes parties du pays. En 2017, Pallavi s'est rendue dans la région du Ladakh, en Inde, et a grimpe à moto le col d'Umling La, à 5 803 m, devenant ainsi la première personne à le faire. Le col d'Umling La est désormais le plus haut col motorisé du monde.

## Records
Pallavi détient actuellement les records suivants du Limca Book :
| Record | Émetteur                    | Date              | Lieu              | Ref   |
| Première femme à franchir huit cols de montagne de plus de 5 000 m en un seul voyage.                            | Limca Book of Records, Inde | 18 juillet 2015   | Ladakh, Inde      | [ 5 ] |
| Première femme motocycliste solitaire à atteindre le col de Mana à 5 638 m d'altitude.                           | Limca Book of Records, Inde | 24 septembre 2015 | Uttarakhand, Inde | [ 7 ] |
| Première femme motocycliste à atteindre le plus haut lac d'eau douce, le lac Deotal, situé à 5 471 m d'altitude. | Limca Book of Records, Inde | 24 septembre 2015 | Uttarakhand, Inde | [ 3 ] |

### Note
- (en) Cet article est partiellement ou en totalité issu de l’article de Wikipédia en anglais intitulé « Pallavi Fauzdar » (voir la liste des auteurs).